# Ben-Ghou-Bey
Ben-Ghou-Bey (* 23. April 1931 in La Verpilliére, Isère als Léon Goubet; † 20. Dezember 1990 in Asunción, Paraguay) war ein französischer Fakir und Schauspieler. 

## Biografie
In der Nähe von Lyon geboren, wurde er als Junge schon Fakir und zog mehr als 30 Jahre durch die Welt, mit Durchbohr-Kreuzigungen und Lebendbegräbniskunststücken. 1979 interessierte sich Wolfgang Larbig, ein deutscher Arzt, für ihn und verfasste ein Buch Schmerz, welches seine eigenen Erprobungen mit dem Fakir erzählt.
Ben-Ghou-Beys Leben endete in Paraguay durch Gehirnblutung.

## Rekorde
Ben-Ghou-Bey hält den Weltrekord in diesen Kunststücken:
- 4 Tage mit der genagelten Zunge
- 700 Mal ließ er sich im Verlauf seines Lebens kreuzigen, wofür er von einer Fakirvereinigung am 30. März 1964 einen „Weltmeistertitel“ erhielt.[6]
- 1963 ließ er sich in Nizza für eine halbe Stunde beerdigen.

## In den Medien
Paris Interdit ist ein Film von Jean-louis Van Belle aus dem Jahr 1969.
Der Journalist und Schriftsteller Jean-Luc Coatalem nahm Ben-Ghou-Bey zum Vorbild für sein Buch Fakirssohn.
Sein Sohn Jean-Luc Goubet schrieb zwei Bücher über ihn:
- Ben-Ghou-Bey. Mon père, ce fakir. („Ben-Ghou-Bey, mein Vater, dieser Fakir.“)
- Le Secret d'un fakir, Ben-Ghou-Bey l’homme. („Einesfakirsgeheimis, Ben-Ghou-Bey, der Mann.“)